# Jamie Loeb
Jamie Loeb (ur. 8 marca 1995 w Ossining) – amerykańska tenisistka.

## Kariera tenisowa
Na swoim koncie ma wygranych jedenaście singlowych turniejów rangi ITF i osiemnaście deblowych. Najwyżej w rankingu WTA Tour w singlu była sklasyfikowana na 132. miejscu (5 lutego 2018), natomiast w deblu na 117. pozycji (3 lipca 2023).

## Finały turniejów WTA
| Legenda                     | Legenda |
| --------------------------- | ------- |
| Wielki Szlem                |         |
| Igrzyska olimpijskie        |         |
| WTA Tour Championships      |         |
| 2009 – 2020                 |         |
| WTA Premier Mandatory       |         |
| WTA Premier 5               |         |
| WTA Premier                 |         |
| WTA International Series    |         |
| WTA 125K series (2012–2020) |         |
| od 2021                     |         |
| WTA 1000 (obowiązkowe)      |         |
| WTA 1000 (nieobowiązkowe)   |         |
| WTA 500                     |         |
| WTA 250                     |         |
| WTA 125                     |         |

## Finały turniejów WTA 125K series

### Gra pojedyncza 1 (1–0)
| Końcowy wynik | Nr | Data            | Turniej    | Nawierzchnia | Przeciwniczka     | Wynik finału     |
| ------------- | -- | --------------- | ---------- | ------------ | ----------------- | ---------------- |
| Finalistka    | 1. | 1 sierpnia 2021 | Charleston | Ceglana      | Varvara Lepchenko | 6:7(4), 6:4, 4:6 |

### Gra podwójna 2 (0–2)
| Końcowy wynik | Nr | Data             | Turniej       | Nawierzchnia | Partnerka             | Przeciwniczki                     | Wynik finału      |
| ------------- | -- | ---------------- | ------------- | ------------ | --------------------- | --------------------------------- | ----------------- |
| Finalistka    | 1. | 28 stycznia 2018 | Newport Beach | Twarda       | Rebecca Peterson      | Misaki Doi Jil Teichmann          | 6:7(4), 6:1, 8-10 |
| Finalistka    | 2. | 7 września 2019  | New Haven     | Twarda       | Usue Maitane Arconada | Anna Blinkowa Oksana Kalasznikowa | 2:6, 6:4, 4–10    |

## Wygrane turnieje rangi ITF
| turnieje z pulą nagród 100 000 $   |
| turnieje z pulą nagród 80 000 $    |
| turnieje z pulą nagród 50/60 000 $ |
| turnieje z pulą nagród 25 000 $    |
| turnieje z pulą nagród 15 000 $    |
| turnieje z pulą nagród 10 000 $    |

### Gra pojedyncza
|     | Data       | Turniej         | ($)    | Naw.   | Finalistka           | Wynik            |
| 1.  | 25/06/2012 | Buffalo         | 10 000 | ziemna | Tornado Alicia Black | 7:6(5), 6:2      |
| 2.  | 30/09/2012 | Amelia Island   | 10 000 | ziemna | Mari Osaka           | 6:3, 7:5         |
| 3.  | 20/05/2013 | Sumter          | 10 000 | twarda | Brooke Austin        | 6:4, 6:3         |
| 4.  | 05/07/2015 | El Paso         | 25 000 | twarda | Jennifer Brady       | 6:7(7), 6:4, 6:2 |
| 5.  | 21/02/2016 | Surpise         | 25 000 | twarda | Catherine Bellis     | 3:6, 6:1, 6:3    |
| 6.  | 03/07/2016 | El Paso         | 25 000 | twarda | Caitlin Whoriskey    | 7:5, 6:3         |
| 7.  | 12/02/2017 | Launceston      | 60 000 | twarda | Tamara Zidanšek      | 7:6(4), 6:3      |
| 8.  | 27/10/2019 | Dallas          | 25 000 | twarda | Anhelina Kalinina    | 6:0, 6:7(3), 6:0 |
| 9.  | 24/07/2022 | Figueira da Foz | 25 000 | twarda | Kimberly Birrell     | 7:5, 6:4         |
| 10. | 08/01/2023 | Malibu          | 25 000 | twarda | Renata Zarazúa       | 6:4, 6:1         |
| 11. | 25/02/2024 | Meksyk          | 50 000 | twarda | Dalayna Hewitt       | 6:2, 6:2         |